# Лихтенштейн, Элеонора Мария Каролина
Элеонора Мария Каролина фон унд цу Лихтенштейн (нем. Eleonora Marie Karolína von und zu Liechtenstein; около 1703 — 18 июля 1757) — принцесса Лихтенштейн, графиня фон Гаррах с 1723 года.
Дочь пятого князя Лихтенштейна Антона Флориана фон Лихтенштейна и графини Элеоноры Барбары фон Тун унд Гогенштейн. Кроме неё в семье родилось 10 детей, но большинство из них умерло в младенчестве.
5 февраля 1719 года вышла замуж за графа Фридриха Августа фон Гаррах цу Рорау унд Таннхаузена, канцлера Богемии (Чехии), полномочного министра в Австрийских Нидерландах, и. о. штатгальтера Австрийских Нидерландов, с которым имела 16 детей.
- Франц Антон (1720—1724)
- Мария Роза (1721—1785), замужем за Фердинандом Бонавентурой II фон Гаррахом
- Иоганн Иосиф (1722—1746)
- Эрнст Гвидо (1723—1783), женат на Марии Йозефе фон Дитрихштайн-Проскау
- Мария Анна (1725—1780), замужем за Николаусом Себастьяном фон Лодроном
- Анна Виктория (1726—1746)
- Мария Йозефа (1727—1788), замужем сначала за князем Иоганном Непомуком фон Лихтенштейном, затем — за князем Иосифом Мария Лобковицем
- Максимилиан Иосиф (1729—1730)
- Бонавентура Мария (1731—1794)
- Игнац Людвиг (1732—1753)
- Франц Ксавьер (1732—1781), женат на Марии Ребекке фон Гогенэмс
- Иоганн Леопольд (1733—1734)
- Мария Елизавета (1735—1735)
- Фердинанд (1737—1748)
- Иоганн Непомук Эрнст (1738—1739)
- Мария Кристина (1740—1791).

В 1723 году семейство купило поместье Кунвальд, в котором по проекту архитектора Хильдебрандта, был построен летний дворец в стиле барокко.
Поместье Кунвальд после окончания Второй мировой войны (1947) было переименовано в Кунин (ныне района Нови-Йичин Моравскосилезского края Чехии).